# Andres Veiel
Andres Veiel (Stuttgart, 16 de octubre de 1959) es un director de cine alemán.

## Biografía
Mientras terminaba sus estudios de psicología en los años 1980, siguió un curso de dirección cinematográfica y teatral en el Künstlerhaus Bethanien, dirigido por el realizador polaco Krzysztof Kieslowski. También dirigió la filmación de su propia obra de teatro Der Kick, acerca de un brutal asesinato en un pueblo de Brandenburgo, que se representó en el teatro Maxim Gorki de Berlín y en el teatro Basel de Basilea.
Debutó como director de largometrajes de ficción con Si no nosotros, ¿quién?. Tiene en su haber numerosos documentales, entre los que destacan Black Bos BRD, ganador del premio al mejor documental en los Premios del Cine Europeo, un retrato del terrorista Wolfgang Grams y del banquero Alfred Herrhausen, asesinado por la RAF; y Die Spielwütigen, ganador del Premio Panorama en el Festival de Berlín y nominado por los Premios del Cine Europeo al mejor documental, un seguimiento a largo plazo de cuatro alumnos de la Academia Ernst Busch de Arte Dramático.
Dirigió su primer documental, Winternachstraum, en 1991, al que siguió el premiado Balagan, con la compañía teatral judeopalestina Akko. En lo muy personal Die Überlebenden, explora la trayectoria de tres antiguos compañeros de estudios que se suicidaron.

## Filmografía
- Winternachtstraum. Documental. 82 min. (1992)
- Balagan. Documental. 90 min. (1993)
- Die Überlebenden. Documental. 90 min. (1996)
- Black Box BRD. Documental. 101 min. (2001)
- Die Spielwütigen. Documental. 108 min. (2004)
- Der Kick. 82 min (2006)
- Si no nosotros, ¿quién?. Largometraje. 124 min. (2011).